# Martin Sheen
Ramón Antonio Gerardo Estévez (Dayton, Ohio, 3 de agosto de 1940), conocido profesionalmente como Martin Sheen, es un actor estadounidense. 
Se dio a conocer por sus papeles en las películas Una historia de tres extraños (1968) y Badlands (1973) y más tarde alcanzó un amplio reconocimiento por su papeles protagonistas como el capitán Benjamin Willard en Apocalypse Now (1979) y como el presidente de Estados Unidos, Josiah Bartlet, en la serie de televisión El ala oeste de la Casa Blanca (1999-2006). También ha participado en películas como The Amazing Spider-Man, Atrápame si puedes, The Departed, Gandhi, La zona muerta y Wall Street. Con su hijo Emilio Estévez ha trabajado en dos películas, Bobby y The Way; con su hijo Charlie Sheen ha trabajado en Wall Street y Anger Management (serie de televisión).
Todos sus hijos, Emilio, Ramón, Charlie (Carlos) y Renée Estévez se dedican profesionalmente al mundo de la interpretación.

## Biografía

### 1940-1963ː Primeros años
Martin Sheen (Ramón Estévez) nació en Dayton, Ohio (Estados Unidos), es hijo de Francisco Estévez Martínez (español procedente de Parderrubias, Galicia, España) y de Mary Anne Phelan (procedente de Borrisokane, condado de Tipperary, Irlanda). Es el séptimo de los diez hijos de la pareja. Durante el parto, el brazo izquierdo de Sheen fue aplastado por fórceps, lo que le otorgó un movimiento lateral limitado de ese brazo (parálisis de Erb) y resultó en que el brazo fuera tres centímetros más corto que su brazo derecho. Después de trasladarse a Dayton en la década de los 30, su padre trabajó como inspector de fábrica en la National Cash Register Company. El tío materno de Sheen, Michael Phelan, luchó en la guerra civil irlandesa como voluntario por el Ejército Republicano Irlandés, y fue encarcelada en Kilmainham Gaol, Dublín. Sheen creció en el Brown de South Park. Debido al trabajo de su padre, la familia residió en la isla de Bermudas, en St. John's Road, parroquia de Pembroke, donde nacieron cinco de sus hermanos. Martin fue el primer niño nacido en Dayton, Ohio, tras el regreso de la familia de Bermudas. Sheen contrajo polio de niño y tuvo que permanecer en cama durante un año. El tratamiento de su médico, con el método de la hermana Kenny, le ayudó a recuperar el uso de las piernas.
Cuando tenía diez años, la madre de Sheen murió y se dio la posibilidad de que todos los niños se fueran a vivir en un orfanato. La familia se mantuvo unida gracias a la asistencia de la Iglesia Católica de la Santísima Trinidad en Dayton. Formado en el catolicismo, se graduó en el Chaminade High School. A los catorce años, organizó una huelga de caddies de golf mientras trabajaba en un club de golf privado en Dayton, Ohio. Se quejó de los golfistas, diciendo: «A menudo usaban lenguaje obsceno delante de nosotros... éramos niños pequeños y eran abusivos... antisemitas... Y ellos, en su mayoría, eran miembros respetables de la comunidad».
Sheen empezó a actuar desde muy joven., aunque su padre no lo aprobaba. A pesar de esto, Sheen pidió dinero al sacerdote y se trasladó a Nueva York para empezar su carrera como actor. Estuvo dos años en la compañía Living Theatre y fue en Nueva York cuando conoció a la activista católica Dorothy Day. Trabajando en su Movimiento del Trabajador Católico, comenzó a su trabajo en la justicia social, y un día empezaría a actuar con Peter Maurin, cofundador del Movimiento del Trabajador Católico, en Entertaining Angels: The Dorothy Day Story. Sheen suspendió deliberadamente sus exámenes para entrar en la Universidad de Dayton para seguir su carrera de interpretación.
Eligió su nombre artístico, Martin Sheen, a partir de una combinación del apellido del director de reparto de la CBS, Robert Dale Martin, quien le dio su primer trabajo importante y del apellido del obispo Fulton J. Sheen. En una entrevista en Inside the Actors Studio en el 2003, Sheen explicó: 

"Siempre que llamaba por teléfono para un puesto, ya fuera para trabajo o para un apartamento, al dar mi nombre me respondían con dudas y al llegar allí, el puesto ya estaba ocupado. Entonces pensé que ya tenía demasiados problemas para encontrar un trabajo como actor, así que inventé a Martin Sheen. Oficialmente sigo siendo Estévez. Nunca lo cambié oficialmente y nunca lo haré. Aún aparece en mi permiso de conducir, en mi pasaporte y en todos mis documentos. Empecé a usar Sheen como prueba y antes de darme cuenta vi que había empezado a ganarme la vida con este nombre y ya era demasiado tarde. De hecho, uno de mis mayores remordimientos es no haber mantenido el nombre que se me dio. Sabía que le molestaba a mi padre."

### 1963–1979: Inicios en el mundo de la actuación

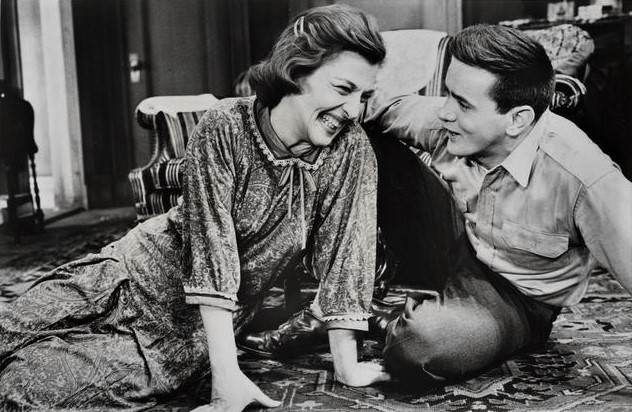
Sheen con Irene Dailey en la obra The Subject Was Roses en 1965

Sheen estuvo influenciado por James Dean. Sheen reconoció el impacto que le produjo la muerte de Dean diciendo que "Todas sus películas tuvieron un profundo impacto en mi vida, en mi trabajo y en toda mi generación. Trascendió la actuación cinematográfica. Ya no era actuación, era comportamiento humano." Sheen se formó en compañías de teatro con otros actores con la esperanza de que una producción le diera reconocimiento. En 1963, apareció en el episodio de televisión como "Nightmare" de The Outer Limits. En 1964, coprotagonizó en la obra de Broadway The Subject Was Roses, que posteriormente repitió su papel en la versión cinematográfica de 1968 y por el que fue nominado a un Globo de Oro al mejor actor de reparto. También protagonizó el telefilm Ten Blocks on the Camino Real (1966), una adaptación de la obra de Tennessee Williams' Camino Real dirigida por Jack Landau. En 1968, tuvo el papel protagonista en el Hamlet, dirigida por Joseph Papp en el The Public Theater, con pasajes en el inglés original y también en español como su alter ego.
Durante de la década de los 60 y principios de los 70, apareció en populares series de televisión como Insight, My Three Sons (1964), Flipper (1967), The F.B.I. (1968), Mission: Impossible (1969), Hawaii Five-O (1970), Dan August (1971), The Rookies, Columbo y The Streets of San Francisco (todas ellas en 1973). También fue un papel habitual como Danny Morgan en Mod Squad (1970–1971). A principios de los 70, Sheen se centraba cada vez más en el cine y la televisión. Interpretó a Dobbs en la adaptación cinematográfica de 1970 de "Catch-22". Después, coprotagonizó la controvertida película para televisión de 1972, ganadora de un premio Emmy, "That Certain Summer", considerada la primera película para televisión estadounidense en retratar la homosexualidad desde una perspectiva compasiva.
Su primer papel importante en el cine llegó en 1973 cuando protagonizó junto a Sissy Spacek el drama criminal Malas tierras (Badlands), interpretando a un asesino múltiple antisocial. Sheen ha declarado que su papel en "Badlands" fue uno de sus dos favoritos, siendo el otro su papel como oficial de operaciones especiales del Ejército de EE. UU. en Apocalypse Now. También en 1973, apareció junto a David Janssen en "Such Dust As Dreams Are Made On", el piloto de la serie de televisión Harry O. En 1974, hizo el papel de una piloto de hot rod en el telefilme The California Kid y ese mismo año recibió la nominación de los Premio Emmy al mejor actor en serie dramática por su interpretación de Eddie Slovik en el telefilm La ejecución del soldado Slovik (The Execution of Private Slovik). Basado en el incidente ocurrido en la Segunda Guerra Mundial, la película contaba la historia del único soldado estadounidense ejecutado por deserción desde la guerra civil americana. 
Fue esa actuación la que llevó a Francis Ford Coppola a elegirlo para el papel protagonista del capitán Benjamin L. Willard en  Apocalypse Now,. Filmado en la jungla de las Filipinas en la temporada de tifones de 1976, Sheen dijo más tarde que no estaba en buenas condiciones físicas y que estaba bebiendo mucho. Para la secuencia de apertura de la película en una habitación de hotel de Saigón, la representación de Sheen de Willard como muy ebrio se vio favorecida por el hecho de que Sheen estaba celebrando su cumpleaños 36 en el set ese día y estando realmente borracho. Doce meses después, Sheen sufrió un ataque al corazón tras el cual se le administró la extremaunción, pero increíblemente se recuperó. Mientras se estaba recuperando, su hermano menor Joe Estevez lo sustituyó en varias tomas largas y en algunas voces en off. Pero logró terminar su magistral interpretación pocas semanas después.
En 1976, participó en La muchacha del sendero (The Little Girl Who Lives Down the Lane) como Frank Hallet, el antagonista con mañas intenciones hacia Rynn Jacobs (Jodie Foster). Frank era el hijo de la señora Cora Hallet (Alexis Smith). En 1979, Sheen encabezó el reparto de El final de la cuenta atrás (The Final Countdown) junto a Kirk Douglas, otro actor con conexiones familiares en las Bermudas (Diana Dill, la primera esposa de Douglas y madre de sus hijos Michael Douglas y Joel Douglas, era bermudeña).

### 1980–2006: Épocas de estrella en el cine

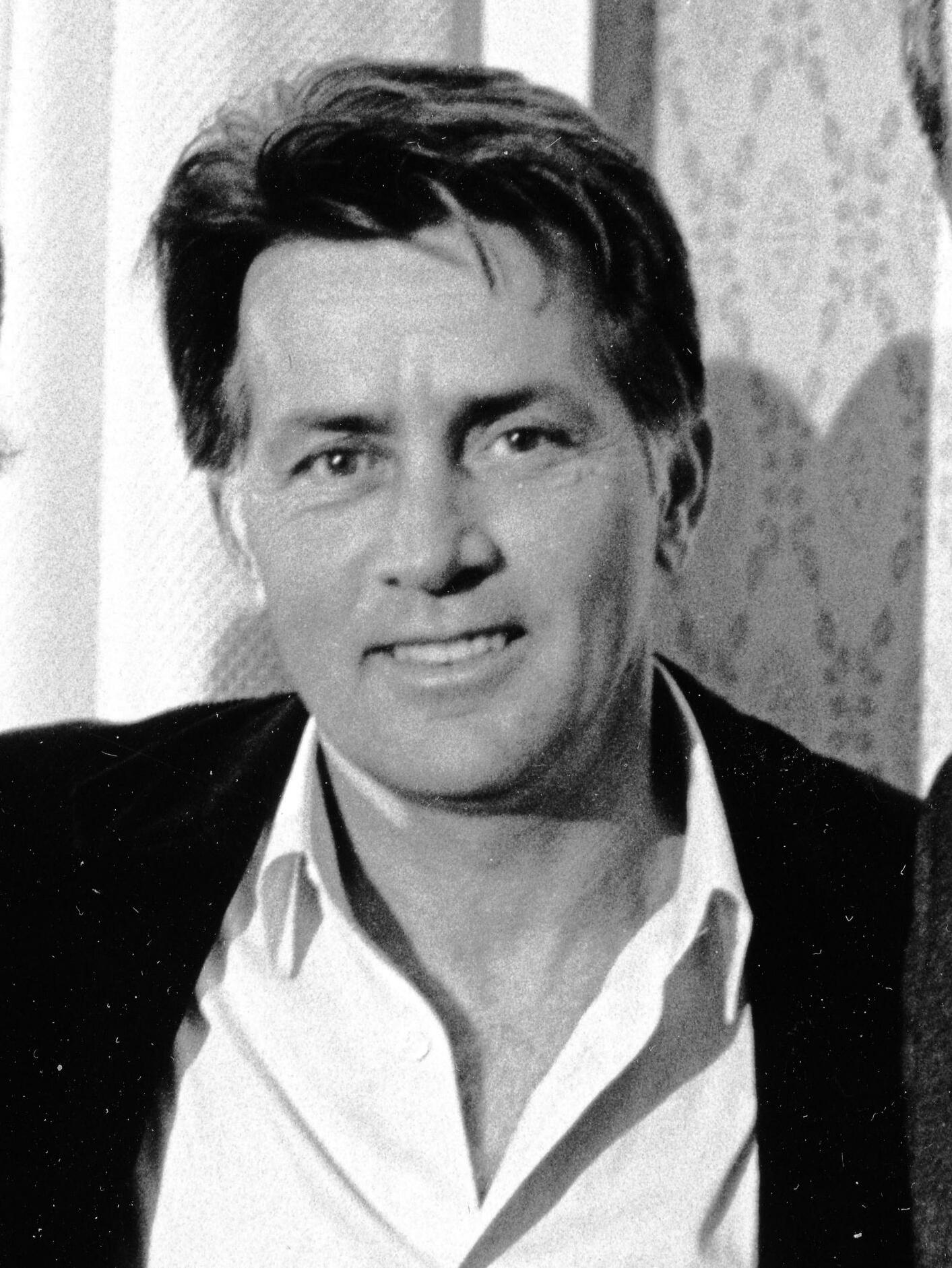
Sheen en 1987.

A principios de los 80, intervino en papeles en películas como Gandhi (1982), el drama épico Cuando fuimos campeones (That Championship Season) (1982), y el drama Wall Street (1987) protagonizado por Michael Douglas y su hijo Charlie Sheen. También hizo el papel de Capitán Hollister en Ojos de fuego (Firestarter) (1984) junto a Drew Barrymore y David Keith.
Sheen hizo el papel del Presidente John F. Kennedy en la miniserie Kennedy (1983) por el que recibió nominaciones a los BAFTA al mejor actor de televisión y los Globos de Oro al mejor actor de miniserie o telefilme. Poco después, hizo el papel del Fiscal General Robert F. Kennedy en el especial de televisión Los misiles de octubre (The Missiles of October) (1974), el Jefe de Gabinete de la Casa Blanca A.J. McInnerney en The American President (1995) y el consejero de la Casa Blanca John Dean en la miniserie de televisión Blind Ambition (1979) por el que fue nominado a los Globos de Oro al mejor actor de miniserie o telefilme. En 1991, fue el narrador de la película biográfica de Oliver Stone JFK (1991).
Otros papeles interesantes de esta época son la del presidente Greg Stillson en La zona muerta (The Dead Zone), el Presidente en la miniserie de televisión de Lori Loughlin y Chris Noth, Medusa's Child y el presidente de los cortometrajes Family Attraction. En 1993, hizo el papel del Robert E. Lee en la película de Ronald Maxwell Gettysburg (1993) con gran éxito de crítica. Sheen ha realizado trabajos de doblaje como narrador de la serie Eyewitness en los EE. UU. durante la primera y segunda temporada y como el "verdadero" Seymour Skinner en el controvertido episodio de Los Simpsons "El director y el mendigo".

### 2006–2009: "El ala oeste de la Casa Blanca"

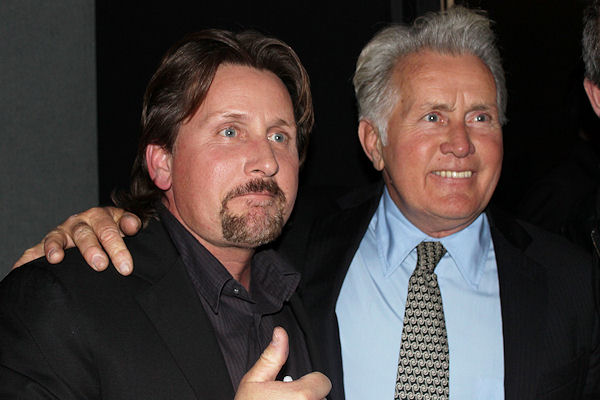
Martin Sheen y su hijo Emilio Estévez en 2011

Sheen interpretó al presidente demócrata ficticio Josiah Bartlet en la serie dramática de televisión de NBC,El ala oeste de la Casa Blanca (The West Wing). Por su actuación, ganó un Globo de Oro al Mejor Actor en una Serie Dramática en 2000 y fue nominado seis veces al Emmy al Mejor Actor Principal en una serie dramática.
Durante este tiempo, interpretó a Roger Strong en la película policial de Steven Spielberg Atrápame si puedes (Cath me if you can) (2002), al capitán Oliver Queenan en la película policial de Martin Scorsese Infiltrados (2006) y a Jack Stevens en la película biográfica Bobby (2006), dirigida por su hijo Emilio Estévez. Fue nominado a un Primetime Emmy como actor invitado destacado en una serie de comedia por su papel en Two and a Half Men en 2005. También apareció en la sitcom Spin City en 2002 y en Studio 60 on the Sunset Strip (2007).
En 2009, Sheen viajó a Mexico D.F. para protagonizar Chamaco con Kirk Harris, Alex Perea, Gustavo Sánchez Parra y Michael Madsen. También apareció en el film de Martin Scorsese Infiltrados (The Departed) en el papel de Capitán Oliver Queenan, el oficial al mando que vigila a un policía encubierto (Leonardo DiCaprio). Sheen y su hijo Ramon Estevez combinaron sus nombres reales y artísticos para crear la compañía afiliada a Warner Bros., Estevez Sheen Productions.

### 2010–...: Últimos papeles

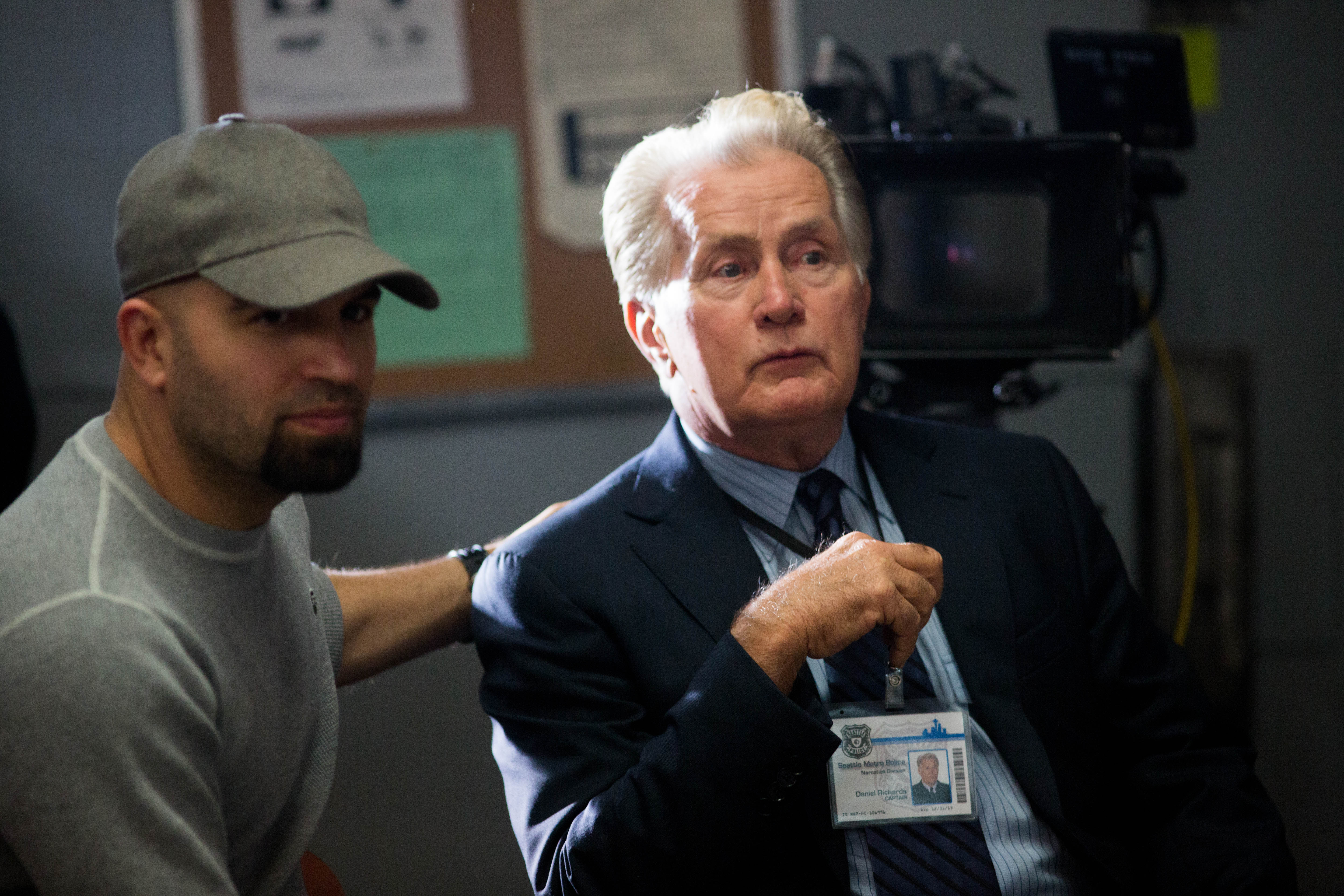
Agustin y Sheen en el set de Badge of Honor

En noviembre de 2010, Sheen fue el elegido para hacer el papel de Tío Ben en el reboot de Sony de 2012 de la serie de películas de serie de película de Spider-Man, The Amazing Spider-Man, dirigida por Marc Webb.
En 2010 the company released El camino (The Way), escrito y dirigido por su hijo Emilio Estévez, que también protagoniza el film. La hija de Martin Renée también participa en la película. Martin interpreta a un médico estadounidense cuyo hijo, interpretado por Estevez, muere mientras recorre el Camino de Santiago. Impulsado por la tristeza, el personaje de Martin deja su vida californiana y emprende una peregrinación de 800 km desde los Pirineos franceses hasta Santiago de Compostela, España, llevándose consigo las cenizas de su hijo. «El Camino» se estrenó en el Festival Internacional de Cine de Toronto de 2010.
En 2010, Sheen estuvo en el reparto de Stella Days en County Tipperary, Irlanda, cerca del lugar de nacimiento de su madre. Thaddeus O'Sullivan dirigió la película y compartió reparto con Stephen Rea, y Amy Huberman. Sheen interpreta al párroco Daniel Barry, cuyo amor por las películas lo lleva a ayudar a establecer un cine en Borrisokane. En 2016, Sheen volvió a la pantalla con The Vessel, en el que habla en inglés y español.
Sheen hizo el papel principal en la serie de Netflix Grace and Frankie (2015–2022). En diciembre de 2019 Sheen encarnó al legendario director del FBI J. Edgar Hoover compartiendo el reparto con Lakeith Stanfield, Jesse Plemons y Daniel Kaluuya en Judas and the Black Messiah y que se estrenó en 2021. Fue dirigida por Shaka King y narra la muerte del líder del Partido Pantera Negra Fred Hampton en Chicago el 4 de diciembre de 1969.

## Activismo
Sheen ha sido un personaje muy activo en numerosos actos de desebediencias civil, y ha sido arrestado en 66 ocasiones por numerosas causas por diferentes causas. Aunque no asistió a la universidad, Sheen reconoció a la Marianistas de la Universidad de Dayton como una influencia importante en su activismo público, así como al Arzobispo Desmond Tutu. Sheen es conocido por su abierto apoyo a causas políticas izquierdistas, como la oposición a las acciones militares estadounidenses y a la incineradora de residuos peligrosos en East Liverpool (Ohio). Sheen ha rechazado las peticiones de que se postule, afirmando: "De ninguna manera podría ser presidente. No se puede tener a un pacifista en la Casa Blanca... Soy actor. A esto me dedico."
En 1965, apoyó el movimiento granjero de 1965 con Cesar Chavez en Delano (California). Sheen encabezó marchas y pronunciamientos con el grupo activista Significa Necesario (BAMN) para forzar al estado de California a introducir un festivo en memoria de Cesar Chavez. El día de las protestas (30 de marzo), miles de estudiantes, principalmente latinos de California y otros lugares, abandonaron sus escuelas en apoyo a la demanda. Sheen afirmó haber participado también en las marchas masivas de inmigración en Los Ángeles en 2006 y 2007.

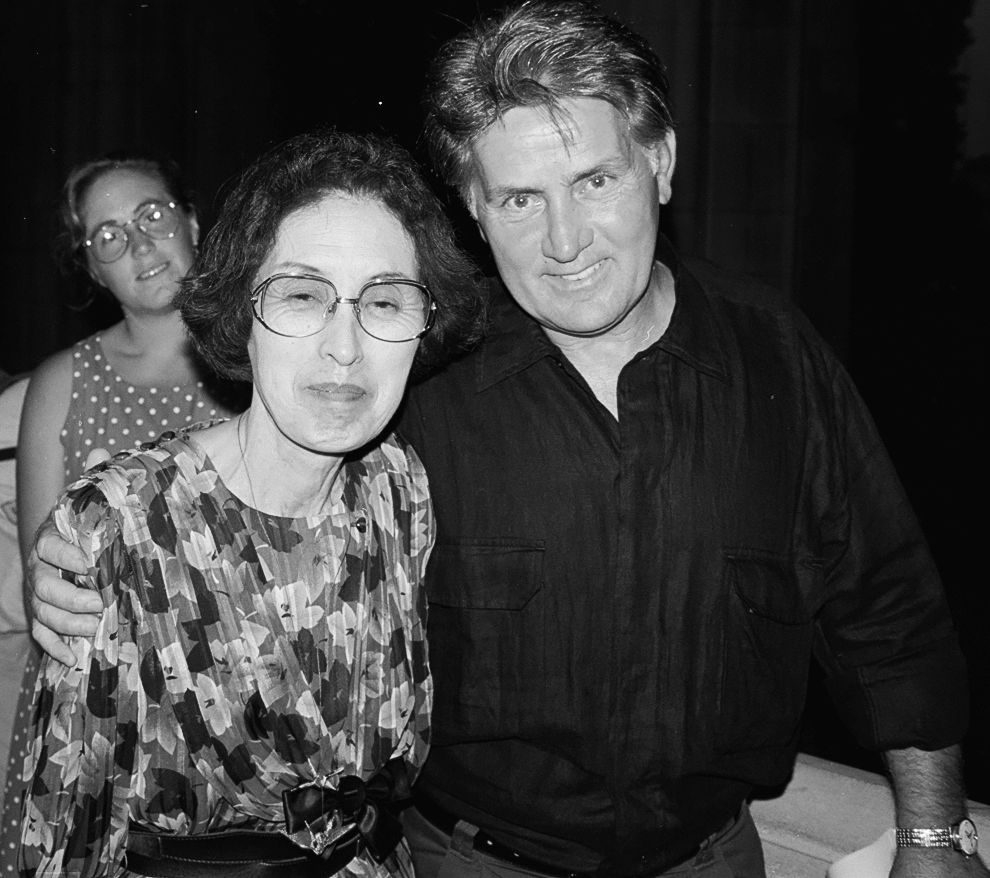
Sheen con una superviviente de la bomba de Hiroshima, 1995

Según W. James Antle III, escribiendo en The American Conservative, Sheen es un seguidor de la ética de vida consistente, que se opone al aboerto, eutanasia, pena capital y la guerra. Sheen articulated dijo en una entrevista en The Progressive: "Me inclino a estar en contra del aborto de cualquier vida. Pero estoy igualmente en contra de la pena de muerte o de la guerra". También declaró en la misma ocasión: "Personalmente me opongo al aborto, pero no juzgaré el derecho de nadie en ese sentido porque no soy mujer y nunca podría afrontar la realidad."
El 16 de mayo de 1995, Sheen y Paul Watson (de la organización ambientalista sin fines de lucro Sea Shepherd Conservation Society) se enfrentaron a varios cazadores de focas canadienses en un hotel de las Islas de la Magdalena por el historial de ataques de Sea Shepherd a barcos balleneros y de caza de focas. Sheen negoció con los cazadores mientras Watson era escoltado al aeropuerto por la policía. Sheen se involucró con el control de armas en 2000 después de que la Fundación Nacional de Deportes de Tiro contratara a su hermano políticamente conservador, el actor Joe Estevez que suena como Sheen, para hacer una voz en off para un comercial a favor de los fabricantes de armas a principios de año.

## Filmografía

### Actor
Cine
- 2003: Los Reyes Magos, Gaspar (voz).
- 2003: The Commission, ayudante del fiscal general Nicholas Katzenbach.
- 2003: Milost mora, Frederik.
- 2003: Freedom: A History of Us, Charles Lindbergh (serie de televisión).
- 2004: Jerusalemski sindrom.
- 2005: Two and a Half Men: "Sleep Tight, Puddin' Pop" (Dos hombres y medio), Harvey (serie de televisión).
- 2006 The Departed (Infiltrados, Los infiltrados), Queenan.
- 2006: Bobby (El día que mataron a Kennedy), Jack.
- 2006: Bordertown (Verdades que matan, Bordertown, ciudad al límite, Ciudad al límite, Ciudad del silencio), George Morgan.
- 2007: Studio 60 on the Sunset Strip: "K&R: Part 3", anfitrión de la radio (serie de televisión).
- 2007: Talk to Me, E.G. Sonderling.
- 2007: Flatland: The Movie, Arthur Square.
- 2008: Hope Not Lost, narrador (voz).
- 2009: Bhopal: A Prayer for Rain, como Warren Anderson.
- 2009: Chamaco, Dr. Frank Irwin.
- 2009: Love Happens.
- 2009: Imagine That, Dante D'Enzo.
- 2009: Echelon Conspiracy, Raymond Burke.
- 2010: The Way (El camino, como el oftalmólogo Tom Avery)
- 2010: Mass Effect 2, Hombre Ilusorio (voz) - Videojuego
- 2011: Mass Effect 3, Hombre Ilusorio (voz) - Videojuego
- 2012: Seeking a Friend for The End Of The World
- 2012: The Amazing Spider-Man
- 2013: Anger Management (serie de televisión)
- 2014: Trash como el sacerdote
- 2014: 4x
- 2015: Insignia de honor, capitán Daniel Richards
- 2015: Grace and Frankie
- 2016:  The Vessel (El navío)
- 2021: Judas and the Black Messiah

| Año  | Título en España                     | Título original                            | Director                                    | Personaje                       |
| ---- | ------------------------------------ | ------------------------------------------ | ------------------------------------------- | ------------------------------- |
| 1967 | El incidente                         | The Incident                               | Larry Peerce                                | Artie Connors                   |
| 1968 | Una historia de tres extraños        | The Subject Was Roses                      | Ulu Grosbard                                | Timmy Cleary                    |
| 1970 | Trampa 22                            | Catch-22                                   | Mike Nichols                                | Dobbs                           |
| 1972 | Llega un forastero                   | No Drums, No Bugles                        | Clyde Ware                                  | Ashby Gatrell                   |
| 1972 | Pickup on 101                        | Pickup on 101                              | John Florea                                 | Lester Baumgartner              |
| 1972 | When the Line Goes Through           | When the Line Goes Through                 | Clyde Ware                                  | Bluff Jackson                   |
| 1972 | Furia                                | Rage                                       | George C. Scott                             | Maj. Holliford                  |
| 1973 | Malas tierras                        | Bad lands                                  | Terrence Malick                             | Kit                             |
| 1974 | The Legend of Earl Durand            | The Legend of Earl Durand                  | John D. Patterson                           | Luther Sykes                    |
| 1976 | La muchacha del sendero              | The Little Girl Who Lives Down the Lane    | Nicolas Gessner                             | Frank Hallet                    |
| 1976 | El puente de Casandra                | The Cassandra Crossing                     | George P. Cosmatos                          | Robby Navarro                   |
| 1979 | Apocalypse Now                       | Apocalypse Now                             | Francis Ford Coppola                        | Capitán Willard                 |
| 1979 | Yo, gran cazador                     | Eagle's Wing                               | Anthony Harvey                              | Pike                            |
| 1980 | El final de la cuenta atrás          | The Final Countdown                        | Don Taylor                                  | Warren Lasky                    |
| 1981 | Golpe maestro                        | Loophole                                   | John Quested                                | Stephen Booker                  |
| 1982 | Gandhi                               | Gandhi                                     | Richard Attenborough                        | Walker                          |
| 1982 | Enigma                               | Enigma                                     | Jeannot Szwarc                              | Alex Holbeck                    |
| 1982 | In the King of Prussia               | In the King of Prussia                     | Emile de Antonio                            | Juez Samuel Salus II            |
| 1982 | Cuando fuimos campeones              | That Championship Season                   | Jason Miller                                | Tom Daley                       |
| 1983 | Nobody's Heroes                      | Nobody's Heroes                            | Chris Penn                                  | Padre                           |
| 1983 | La zona muerta                       | Dead Zone                                  | David Cronenberg                            | Greg Stillson                   |
| 1983 | Un hombre, una mujer, un hijo        | Man, Woman and Child                       | Dick Richards                               | Robert Beckwith                 |
| 1984 | Ojos de fuego                        | Firestarter                                | Mark L. Lester                              | Capitán Hollister               |
| 1986 | Estado de emergencia                 | A State of Emergency                       | Richard C. Bennett                          | Alex Carmody                    |
| 1987 | Los creyentes                        | The Believers                              | John Schlesinger                            | Cal Jamison                     |
| 1987 | Relación fatal                       | Siesta                                     | Mary Lambert                                | Del                             |
| 1987 | Wall Street                          | Wall Street                                | Oliver Stone                                | Carl Fox                        |
| 1988 | Da                                   | Da                                         | Matt Clark                                  | Charlie                         |
| 1988 | Juicio en Berlín                     | Judgment in Berlin                         | Leo Penn                                    | Herbert J. Stern                |
| 1989 | Más allá de las estrellas            | Beyond the Stars                           | David Saperstein                            | Paul Andrews                    |
| 1989 | Frente frío                          | Cold Front                                 | Allan A. Goldstein                          | John Hyde                       |
| 1989 | Loco secuestro en Beverly Hills      | Beverly Hills Brats                        | Jim Sotos                                   | Dr. Jeffrey Miller              |
| 1989 | Another Time, Another Place          | Another Time, Another Place                | Clyde Ware                                  | Richard Conley                  |
| 1990 | El valor del honor                   | Cadence                                    | Martin Sheen                                | Sargento mayor Otis V. McKinney |
| 1991 | JFK                                  | JFK                                        | Oliver Stone                                | Narrador (voz)                  |
| 1993 | Gettysburg                           | Gettysburg                                 | Matt Clark                                  | General Robert E. Lee           |
| 1993 | El ejército de la muerte             | Grey Knight                                | Ron Maxwell                                 | Gen. Haworth                    |
| 1993 | Hot Shots 2                          | Hot Shots 2                                | Jim Abrahams                                | Capitán Benjamin L. Willard     |
| 1993 | Sombras en el silencio               | Hear No Evil                               | Robert Greenwald                            | Teniente Brock                  |
| 1994 | Trigger Fast                         | Trigger Fast                               | David Lister                                | Jackson Baines Hardin/Ole Devil |
| 1994 | Boca                                 | Boca                                       | Walter Avancini y Zalman King               | Jesse James Montgomery          |
| 1994 | Hits!                                | Hits!                                      | William R. Greenblatt                       | Kelly                           |
| 1994 | La séptima sombra                    | When the Bough Breaks                      | Michael Cohn                                | Capitán Swaggert                |
| 1994 | Miserias de la guerra                | Fortunes of War                            | Thierry Notz                                | Francis Labeck                  |
| 1995 | El presidente y Miss Wade            | The American President                     | Rob Reiner                                  | A.J. MacInerney                 |
| 1995 | Gospa. El milagro de Medjugorje      | Gospa                                      | Jakov Sedlar                                | Padre Jozo Zovko                |
| 1995 | Dinero para quemar                   | Dead Presidents                            | Albert Hughes y Allen Hughes                | Juez                            |
| 1995 | Que pesadilla de entrenador          | The Break                                  | Lee H. Katzin                               | Gil Robbins                     |
| 1995 | Las cien y una noches                | Les cent et une nuits de Simon Cinéma      | Agnès Varda                                 | Actor mudo de Hollywood         |
| 1995 | Asalto al monasterio                 | Sacred Cargo                               | Aleksandr Buravskiy                         | Padre Andrew Kanvesky           |
| 1995 | Dillinger y Capone                   | Dillinger and Capone                       | Jon Purdy                                   | John Dillinger                  |
| 1995 | Nacidos para la libertad             | Running Wild                               | Dee McLachlan                               | Dan Walker                      |
| 1996 | Guerra en casa                       | The War at Home                            | Emilio Estevez                              | Bob Collier                     |
| 1996 | La fuerza de un ángel                | Entertaining Angels: The Dorothy Day Story | Michael Ray Rhodes                          | Peter Maurin                    |
| 1996 | El ascensor                          | The Elevator                               | Arthur Borman, Nigel Dick y Rafal Zielinski | Sarge                           |
| 1996 | Demolition day                       | Demolition day                             | Charles Gale                                | Jeff Snyder                     |
| 1997 | Spawn                                | Spawn                                      | Mark A.Z. Dippé                             | Jason Wynn                      |
| 1997 | Últimas consecuencias                | Truth or Consequences, N.M.                | Kiefer Sutherland                           | Sir                             |
| 1998 | Código de lealtad                    | Snitch                                     | Ted Demme                                   | Hanlon                          |
| 1998 | Shadrach                             | Shadrach                                   | Susanna Styron                              | Narrador (voz)                  |
| 1998 | Sin código de conducta               | No Code of Conduct                         | Bret Michaels                               | Bill Peterson                   |
| 1998 | Carta desde el corredor de la muerte | A Letter from Death Row                    | Marvin Baker y Bret Michaels                | Padre de Michael                |
| 1998 | Asalta como puedas                   | Free Money                                 | Yves Simoneau                               | Nuevo guardia de seguridad      |
| 1998 | Family Attraction (corto)            | Family Attraction (corto)                  | Brian Hecker                                | Presidente                      |
| 1999 | Ninth Street                         | Ninth Street                               | Tim Rebman y Kevin Willmott                 | Padre Frank                     |
| 1999 | El pistolero                         | Gunfighter                                 | Christopher Coppola                         | El extranjero                   |
| 1999 | Algo que perder                      | Lost & Found                               | Jeff Pollack                                | Millstone                       |
| 1999 | Funeral en Texas                     | A Texas Funeral                            | William Blake Herron                        | Abuelo Sparta                   |
| 2001 | Laberinto envenenado                 | O                                          | Tim Blake Nelson                            | Entrenador Duke Goulding        |
| 2002 | Atrápame si puedes                   | Catch Me If You Can                        | Steven Spielberg                            | Roger Strong                    |

Televisión
| Año       | Título original                                   | Director                       | Personaje                         | Nota                                           |
| --------- | ------------------------------------------------- | ------------------------------ | --------------------------------- | ---------------------------------------------- |
| 1961      | Route 66                                          |                                | Packy Girard                      | Episodioː "...And the cat jumping on the moon" |
| 1962      | La ciudad desnuda                                 |                                |                                   | 3 episodios                                    |
| 1962-1963 | The United States Steel Hour                      |                                |                                   | 3 episodios                                    |
| 1962-1963 | Armstrong Circle Theatre                          |                                |                                   | 2 episodios                                    |
| 1963      | Arresto y juicio                                  |                                | Dale Beatty                       | Episodioː "We may be better strangers"         |
| 1963      | The Outer Limits                                  |                                | Arthur Dyx                        | Episodioː "Nightmare"                          |
| 1963-1964 | East Side/West Side                               |                                |                                   | 2 episodios                                    |
| 1963-1964 | Las enfermeras                                    |                                |                                   | 3 episodios                                    |
| 1964      | Mis tres hijos                                    |                                | Randy Griggs                      | Episodioː "The Guys and the Dolls"             |
| 1965      | For the people                                    |                                | Louis Cahane                      | Episodioː "The Killong of the One Humen Being" |
| 1965      | El extraordinario O'Brien                         |                                | Arthur Beckett                    | Episodioː "Charlie's Got all the Luck"         |
| 1966      | Hawk                                              |                                | Peter Jannus                      | Episodioː "Death Comes Full Cercle"            |
| 1966      | Diez bloques en el Camino Real                    | Jack Landau                    | Kilroy                            | Película TV                                    |
| 1967      | Flipper                                           |                                | Phil Addams                       | Episodioː "Flipper and the Seal"               |
| 1967      | The Catholic Hour                                 |                                |                                   | 5 episodios                                    |
| 1968      | Camera Three                                      |                                | Hamlet                            | 2 episodios                                    |
| 1968      | N.Y.P.D.                                          |                                | Fred Janney                       | Episodioː "The Peep Freak"                     |
| 1969      | Misión: Imposible                                 |                                | Teniente Albert Brocke            | Episodioː "Live Boat"                          |
| 1969      | Lancer                                            |                                | Andy Blake                        | Episodioː "The Knot"                           |
| 1969      | Then Come Bronson                                 |                                | Nick Oresco                       | Episodioː Piloto                               |
| 1970      | El precio de la fama                              |                                | Hamlet                            | Episodioː "Papa never Spanked Me"              |
| 1970      | The Andersonville Trial                           | George C. Scott                | Capitán Williams                  | Película TV                                    |
| 1970      | Ironside                                          |                                | Johnny                            | Episodioː "No Game for Amateurs"               |
| 1970      | Matt Lincoln                                      |                                | Charlie                           | 2 episodios                                    |
| 1970      | Hawai 5-0                                         |                                |                                   | 2 episodios                                    |
| 1970      | The Young Lawyers                                 |                                | Reverendo Jimmy Haines            | Episodioː "Are You Running with me, Jimmy"     |
| 1970      | The Cliff                                         | Allen Reisner y Ralph Senensky | Charlie Devon                     | Película TV                                    |
| 1971      | The Interns                                       |                                | Beau Denning                      | Episodioː "The Secret"                         |
| 1971      | Montserrat                                        | David Friedkin                 |                                   | Película TV                                    |
| 1971      | Goodbye, Raggedy Ann                              | Fielder Cook                   | Jules Worthman                    | Película TV                                    |
| 1971      | Sarge                                             |                                | Dan                               | Episodioː "Ring Out, Ring In"                  |
| 1971      | Patrulla juvenil                                  |                                | Danny Morgan                      | Episodioː "Real Loser"                         |
| 1971      | Sam Cade                                          |                                | Freddie                           | Episodioː "Safe Diposit"                       |
| 1971      | Dan August                                        |                                | Norman Sayles                     | Episodioː "Dead Witness to a Killing"          |
| 1971      | Mongo vuelve a la ciudad                          | Marvin J. Chomsky              | Gordon                            | Película TV                                    |
| 1972      | Mannix                                            |                                | Alex Lachlan                      | Episodioː "To Kill a Memory"                   |
| 1972      | That Certain Summer                               | George McCowan                 | Gary McClain                      | Película TV                                    |
| 1972      | Welcome Home, Johnny Bristol                      | Fielder Cook                   | Graytak                           | Película TV                                    |
| 1972      | Pursuit                                           | Michael Crichton               | Timothy Drew                      | Película TV                                    |
| 1973      | Ghost Story                                       |                                | Frank                             | Episodioː "Dark Vengeance"                     |
| 1973      | Crime Club                                        | David Lowell Rich              | Wilson                            | Película TV                                    |
| 1973      | Letters from Three Lovers                         | John Erman                     | Vincent                           | Película TV                                    |
| 1973      | Message to My Daughter                            | Robert Michael Lewis           | Johnny Thatcher                   | Película TV                                    |
| 1973      | F.B.I.                                            |                                |                                   | 4 episodios                                    |
| 1973      | Owen Marshall, Counselor at Law                   |                                | Colby Arnold                      | Episodioː "Seed od Doubt"                      |
| 1973      | Los patrulleros                                   |                                | Country                           | Episodioː "Snow Job"                           |
| 1973      | Harry O                                           |                                | Harlan Garrison                   | Episodioː "Such as a Dreams ara Made On"       |
| 1973      | The Wire World of Mistery                         |                                | Tony Parrish                      | Episodioː "A Prowler in the Heart"             |
| 1973      | Cannon                                            |                                |                                   | Tres episodios                                 |
| 1973      | Las calles de San Francisco                       |                                | Dean Knox                         | Episodioː "Betrayed"                           |
| 1973      | Colombo                                           |                                | Karl Lessing                      | Episodioː "Lovely But Lethal"                  |
| 1973      | Astucia peligrosa                                 |                                | Eddie Siatti                      | Episodioː "The Oberon Contract"                |
| 1973      | Centro médico                                     |                                |                                   | 2 episodios                                    |
| 1973      | Doctor Locke                                      |                                | Ben Glover                        | Episodioː "Body Count"                         |
| 1973      | Love Story                                        |                                | Frank Randolph                    | Episodioː "Mirabelle's Summer"                 |
| 1974      | La ejecución del soldado Slovik                   | Lamont Johnson                 | Eddie Slovik                      | Película TV                                    |
| 1974      | Los misiles de octubre                            | Anthony Page                   | Robert F. Kennedy                 | Película TV                                    |
| 1974      | California Kid                                    | Richard T. Heffron             | Michael McCord                    | Película TV                                    |
| 1974      | The Story of Pretty Boy Floyd                     | Clyde Ware                     | Charles Arthur 'Pretty Boy' Floyd | Película TV                                    |
| 1975      | Dulce secuestro                                   | Lee Philips                    | Leonard Hatch                     | Película TV                                    |
| 1978      | Taxi!!                                            | Joseph Hardy                   | Taxista                           | Película TV                                    |
| 1979      | Ambición ciega                                    |                                | John Doan                         | 4 episodios                                    |
| 1983      | Kennedy                                           |                                | John F. Kennedy                   | 3 episodios                                    |
| 1983      | Elecciones del corazón                            | Joseph Sargent                 | Padre Philan                      | Película TV                                    |
| 1984      | El guardián                                       | David Greene                   | Charlie Hyatt                     | Película TV                                    |
| 1985      | El cuarto Rey Mago                                | Michael Ray Rhodes             | Artaban                           | Película TV                                    |
| 1985      | Con el consentimiento de los adultos              | Gilbert Cates                  | Ken Lynd                          | Película TV                                    |
| 1985      | Lejos de las tinieblas                            | Jud Taylor                     | Eddie Zigo                        | Película TV                                    |
| 1985      | Alfred Hitchcock presenta                         |                                | Paul Dano                         | Episodioː "Method Actor"                       |
| 1985      | Los niños de Atlanta                              |                                | Chet Dettlinger                   | 2 episodios                                    |
| 1986      | Vidas quebradas                                   | Robert Greenwald               | Lyle Mollencamp                   | Película TV                                    |
| 1986      | Noticias a las once                               | Mike Robe                      | Frank Kenley                      | Película TV                                    |
| 1986      | El samaritano                                     | Richard T. Heffron             | Mitch Snyder                      | Película TV                                    |
| 1987      | Dear America: cartas del Vietnam                  | Bill Couturié                  | Alan (voz)                        | Película TV                                    |
| 1990      | Canguro último modelo                             | Ian Toynton                    | Anthony Wayne                     | Película TV                                    |
| 1990      | Proyecto original                                 | Robert Marcarelli              | Homeless Joe                      | Video                                          |
| 1991      | Presunto culpable                                 | Paul Wendkos                   | Harold Hohne                      | Película TV                                    |
| 1990-92   | El capitán Planeta y los planetarios              |                                | Sly Sludge (voz)                  | 12 episodios                                   |
| 1992      | Garwood, prisionero de guerra                     | Georg Stanford Brown           | William F. (Ike) Eisenbraun       | Película TV                                    |
| 1992      | Tocado y muerto                                   | Piernico Solinas               | Frank                             | Video                                          |
| 1993      | Queen                                             |                                | James Jackson Sr.                 | 3 episodios                                    |
| 1993      | Madre justicia                                    | Michael Switzer                | Jack Brown                        | Película TV                                    |
| 1993      | Historias de la cripta                            |                                | Kraygen                           | Episodioː "Well Cooked Hams"                   |
| 1993      | Murphy Brown                                      |                                | Nick Brody                        | Episodioː "Angsts for the memories"            |
| 1994      | El misterio de Roswell                            | Jeremy Kagan                   | Townsend                          | Película TV                                    |
| 1994      | Una mujer sin miedo                               | Armand Mastroianni             | Pete Maresca                      | Película TV                                    |
| 1994      | Guns of Honor                                     | Peter Edwards                  | Jackson Baines Hardin/Ole Devil   | Película TV                                    |
| 1995      | Present Tense, Past Perfect                       | Richard Dreyfuss               | Brian                             | Película TV                                    |
| 1996      | Project: ALF                                      | Dick Lowry                     | Coronel Gilbert Milfoi            | Película TV                                    |
| 1996      | Crystal Cave                                      |                                | rey Arturo                        | Película TV                                    |
| 1996      | Alchemy                                           |                                | rey Arturo                        | Película TV                                    |
| 1996      | The Great War and the Shaping of the 20th Century |                                | Frank Golder (voz)                | Episodioː "Hatred and Hunger                   |
| 1997      | El hijo de Medusa                                 | Larry Shaw                     | Presidente de los Estados Unidos  | Película TV                                    |
| 1997      | Gun                                               |                                | Van Guinness                      | Episodioː "Ricochet"                           |
| 1997      | The Simpsons                                      |                                | Sargento Seymour Skinner (voz)    | Episodioː "The Principal and the Pauper"       |
| 1998      | Alarma en alta mar                                | Brian Trenchard-Smith          | Henry Northcutt                   | Película TV                                    |
| 1998      | Babylon 5: El Río de las Almas                    | Janet Greek                    | Cazador de almas                  | Película TV                                    |
| 1998      | Mikhail Baryshnikov, historias de mi niñez        |                                | Antonio                           | Episodioː "When Wishes Come True"              |
| 1999      | Máxima tensión                                    | Mario Azzopardi                | Grifasi                           | Película TV                                    |
| 1999      | Nunca me olvides                                  | Robert Allan Ackerman          | Jack                              | Película TV                                    |
| 1999      | D.R.E.A.M. Team                                   | Dean Hamilton                  | J.W. Garrison                     | Película TV                                    |
| 1999      | Tormenta                                          | Harris Done                    | General James Roberts             | Película TV                                    |
| 1999      | Crimen misterioso                                 | Jeffrey Reiner                 | Ira Everett                       | Película TV                                    |
| 1999      | Desafío total 2070                                |                                | Praxis                            | Episodioː "Virtual Justice"                    |
| 1999      | Chicken Soup for the Soul                         |                                |                                   | 2 episodios                                    |
| 1999-2006 | El ala oeste de la Casa Blanca                    |                                | Presidente Josiah 'Jed' Bartlet   | 155 episodios                                  |
| 2002      | Spin City                                         |                                | Padre de Charlie Crawford         | Episodioː "Rags to ritchies"                   |

### Director
- 1990: Cadence

## Premios
Martin Sheen tiene en su haber seis nominaciones a los Premios Emmy como actor protagonista de drama por su papel en El ala oeste de la Casa Blanca, por el que consiguió un Globo de Oro como mejor actor protagonista en una serie dramática para la TV, así como dos premios SAG como actor protagonista y otros dos como integrante del reparto de la serie. Tiene además seis nominaciones más a los Premios Emmy por otros trabajos, y obtuvo el Emmy como Mejor Actor invitado en Murphy Brown. Ha sido nominado siete veces a los Globo de Oro, que recibió en el 2001 por El ala oeste de la Casa Blanca. Fue nominado a los Premios Tony por la obra de teatro Una historia de tres extraños, en 1965. En 1968 se estrenó la película del mismo nombre, y fue nominado a un Globo de Oro y un Emmy por la película. A los dos premios SAG ganados como actor protagonista y otros dos como integrante del reparto de El ala oeste de la Casa Blanca se añaden nueve nominaciones más a los Premios SAG. Fue nominado a un BAFTA por Apocalypse Now. Posee la Concha de Plata al mejor actor del Festival Internacional de Cine de San Sebastián, por Malas tierras. Asimismo, tiene una estrella con su nombre en el Paseo de la Fama de Hollywood.[cita requerida]
Globo de Oro
| Año  | Categoría                            | Película                       | Resultado |
| ---- | ------------------------------------ | ------------------------------ | --------- |
| 1968 | Mejor actor de reparto               | Una historia de tres extraños  | Nominado  |
| 1983 | Mejor actor de miniserie o telefilme | Kennedy (miniserie)            | Nominado  |
| 2000 | Mejor actor de serie de TV - Drama   | El ala oeste de la Casa Blanca | Nominado  |
| 2001 | Mejor actor de serie de TV - Drama   | El ala oeste de la Casa Blanca | Ganador   |
| 2002 | Mejor actor de serie de TV - Drama   | El ala oeste de la Casa Blanca | Nominado  |
| 2003 | Mejor actor de serie de TV - Drama   | El ala oeste de la Casa Blanca | Nominado  |
| 2004 | Mejor actor de serie de TV - Drama   | El ala oeste de la Casa Blanca | Nominado  |

Premios Emmy
| Año  | Categoría                                     | Película                        | Resultado |
| ---- | --------------------------------------------- | ------------------------------- | --------- |
| 1974 | Mejor actor - Serie dramática                 | La ejecución del soldado Slovik | Nominado  |
| 1978 | Mejor actor en un especial de drama o comedia | Taxi (serie de televisión)      | Nominado  |
| 1994 | Mejor actor invitado - Serie de comedia       | Murphy Brown                    | Ganador   |
| 2000 | Mejor actor - Serie dramática                 | El ala oeste de la Casa Blanca  | Nominado  |
| 2001 | Mejor actor - Serie dramática                 | El ala oeste de la Casa Blanca  | Nominado  |
| 2002 | Mejor actor - Serie dramática                 | El ala oeste de la Casa Blanca  | Nominado  |
| 2003 | Mejor actor - Serie dramática                 | El ala oeste de la Casa Blanca  | Nominado  |
| 2004 | Mejor actor - Serie dramática                 | El ala oeste de la Casa Blanca  | Nominado  |
| 2006 | Mejor actor - Serie dramática                 | El ala oeste de la Casa Blanca  | Nominado  |
| 2006 | Mejor actor invitado - Serie de comedia       | Dos hombres y medio             | Nominado  |

Premios Tony
| Año  | Categoría                                                          | Película                      | Resultado |
| ---- | ------------------------------------------------------------------ | ----------------------------- | --------- |
| 1965 | Anexo: Premio Tony al mejor actor de reparto en una obra de teatro | Una historia de tres extraños | Nominado  |

Screen Actors Guild Awards
| Año  | Categoría                         | Película                       | Resultado |
| ---- | --------------------------------- | ------------------------------ | --------- |
| 2000 | Mejor actor de televisión - Drama | El ala oeste de la Casa Blanca | Nominado  |
| 2001 | Mejor actor de televisión - Drama | El ala oeste de la Casa Blanca | Ganador   |
| 2001 | Mejor actor de televisión - Drama | El ala oeste de la Casa Blanca | Ganador   |
| 2002 | Mejor actor de televisión - Drama | El ala oeste de la Casa Blanca | Ganador   |
| 2002 | Mejor actor de televisión - Drama | El ala oeste de la Casa Blanca | Ganador   |
| 2003 | Mejor actor de televisión - Drama | El ala oeste de la Casa Blanca | Nominado  |
| 2003 | Mejor actor de televisión - Drama | El ala oeste de la Casa Blanca | Nominado  |
| 2004 | Mejor actor de televisión - Drama | El ala oeste de la Casa Blanca | Nominado  |
| 2004 | Mejor actor de televisión - Drama | El ala oeste de la Casa Blanca | Nominado  |
| 2005 | Mejor actor de televisión - Drama | El ala oeste de la Casa Blanca | Nominado  |
| 2006 | Mejor actor de televisión - Drama | El ala oeste de la Casa Blanca | Nominado  |
| 2006 | Mejor reparto                     | Bobby                          | Nominado  |
| 2006 | Mejor reparto                     | The Departed                   | Nominado  |

BAFTA
| Año  | Categoría            | Película       | Resultado |
| ---- | -------------------- | -------------- | --------- |
| 1979 | BAFTA al mejor actor | Apocalypse Now | Nominado  |

Festival Internacional de Cine de San Sebastián
| Año  | Categoría                      | Película      | Resultado |
| ---- | ------------------------------ | ------------- | --------- |
| 1974 | Concha de Plata al mejor actor | Malas tierras | Ganador   |